# Фредерик Дъглас
Фредерик Дъглас (на английски: Frederick Douglass) е афроамерикански социален реформатор, писател и оратор, един от лидерите на аболиционизма и един от най-важните американски писатели на своята епоха и в историята на САЩ. Написва три автобиографии, в които описва живота си като роб и борбата си да бъде свободен. Първата и най-известната от тези автобиографии", „Разказ за живота на Фредерик Дъглас, един американски роб“, е публикувана през 1845 г. и спечелва подкрепа на аболиционизма. Дъглас е и отявлен поддръжник на правата на жените.

## Произход
Фредерик Огъстъс Уошингтън Бейли, или както става известен по-късно Фредерик Дъглас, е роден през 1818 г. като роб в Талбът, Мериленд. Като съвсем малък е отделен от своята майка, Хариет Бейли, която умира когато той е на 7 години. Идентичността на баща му е неизвестна, както на историците, така и на самия Фредерик.

## От робство към свобода
През годините Фредерик сменя на няколко пъти своите собственици. София Олд, съпругата на един от тези нови стопани в Балтимор, започва да го учи да чете, когато той е на около 12 години, въпреки че е незаконно робите да се учат на четене. Когато мъжът на София разбира за тези уроци, ги забранява. Тогава малкият Фредерик започва тайно сам да се изучава, както описва в една от автобиографиите си, като дава храната си на няколко бели момчета от квартала в замяна на уроци.
Когато за пореден път сменя собственика си, започва да учи другите роби да четат Новия завет по време на неделното училище. Това продължава необезпокоявано за около 6 месеца, но уроците привличат и много роби от други стопанства и техните господари слагат край на училището. Като наказание за дръзкото си поведение господарят му го дава назаем на Едуард Кови, беден местен фермер, известен с особено жестокото си отношение към робите. Кови редовно бичува непокорния 16-годишен роб. Дъглас описва тормоза и униженията, които изтърпява в тези времена, във втората си автобиография „Моето робство и моята свобода“.
След два неуспешни опита за бягство Фредерик най-накрая успява да избяга през 1838 г. в Ню Йорк с помощта на Ана Мъри, свободна чернокожа жена от Балтимор, с която са се запознали предишната година. Мъри се присъединява към него малко по-късно и скоро двамата сключват брак, който трае 44 години – до нейната смърт. Заедно имат пет деца.

## Дейност като аболиционист
Младоженците се установяват в Ню Бедфорд, Масачузетс. Там променят фамилията си на Дъглас. Фредерик продължава да се самообразова като чете книги, вестници и политически памфлети. Присъединява се към различни аболиционистки организации и към църква за чернокожи. Абонира се за вестника The Liberator на Уилям Лойд Гарисон, един от основателите на Американското общество против робството. Дъглас присъства на реч на Гарисон в Бристол през 1841 г. и остава силно впечатлен и повлиян от идеите му. Гарисон обаче също бива впечатлен от образования бивш роб и дори го споменава във вестника си. Няколко дни по-късно 23-годишният Дъглас получава покана и изнася първата си реч на годишното събрание на аболиционистите в Нантъкет.
През 1843 г. участва в проект на Американското общество против робството и обикаля Изтока и Средния запад на САЩ в изнасяне на лекции. При една такава беседа в Индиана е нападнат от разярена улична тълпа и чупи ръката си. Тя зараства неправилно и го дразни през остатъка от живота му.

### Автобиография
Най-известната творба на Дъглас е неговата първа автобиография „Разказ за живота на Фредерик Дъглас, един американски роб“ (Narrative of the Life of Frederick Douglass, an American Slave), публикувана през 1845. По това време някои скептици изразяват съмнения, че чернокож може да пише толкова убедително и красноречиво. Книгата се превръща в бестселър по тогавашните стандарти в САЩ и дори бива преведена на френски и холандски и издавана в Европа.
Дъглас написва още две версии на автобиографията си, като всеки път добавя материал към предишната версия. Разказът е последван през 1855. от „Моето робство и моята свобода“ (My Bondage and My Freedom) и през 1881 г. от „Животът и времената на Фредерик Дъглас“ (The Life and Times of Frederick Douglass).

### Пътувания из Англия и Ирландия и връщане в САЩ
Приятелите и спонсорите на Дъглас го съветват да отиде да живее за известно време в Ирландия от опасения, че новопридобитата известност на Фредерик ще накара последният му бивш господар да поиска да си върне собствеността. И така писателят отплава за Ирландия през август 1845 г. Там е изключително радостен да види и изпита толерантното и човешко отношение на ирландците към чернокожите.
В Ирландия и Великобритания Дъглас продължава своите речи и лекции, които се радват на огромна популярност. Запознава се с големия ирландски патриот и политик Даниел О'Конъл, който се превръща в голямо вдъхновение за аболициониста. По време на двугодишния си престой отвъд океана се сдобива и официално със своята свобода след като английски симпатизанти събират парите, нужни за неговото откупуване.
След завръщането си в Щатите издава няколко аболиционистки вестника, най-значим от които е Северната звезда (The North Star). Мотото на Звездата е „Правото няма пол, истината няма цвят, Господ е баща на всички ни и ние всички сме братя“. В един от вестниците през 1848 г. публикува писмо до бившия си стопанин Томас Олд, в което порицава поведението му и пита за състоянието на членове на семейството си, които все още са в притежанието на Олд. Същата година е единственият афроамериканец, който присъства на Събранието в Сенека Фолс – една от срещите, където се ражда феминизма. Там държи реч и заявява:
| „ | С този отказ на правото на участие в управлението не се извършва само една голяма несправедливост и унижение спрямо жените, но се извършва и отричането и нараняването на половината от моралната и интелектуална сила на управлението по света. | “ |

## Роля по време на Гражданската война
През 50-те години на XIX век Фредерик Дъглас продължава и разширява реформаторските си акции. Тъй като вярва, че образованието е пътят на робите към свободата, настоява, че то би трябвало да бъде основният приоритет на афроамериканците. Бори се за десегрегация на училищата и свободен и пълноценен достъп на всички чернокожи деца до тях. По времето на избухването на Гражданската война (1861 – 1865) тази и предишните му дейности са превърнали Дъглас в един от най-известните чернокожи личности в страната.

### Борба за еманципация и право на глас
Дъглас и аболиционистите са на мнение, че тъй като целта на Гражданската война е да се сложи край на робството, чернокожите трябва да могат да се включат във военните действия. Дъглас заявява това си виждане във вестниците си и в няколко свои речи. През 1863 г. обсъжда с президента Линкълн отношението към черните войници, а по-късно говори с президента Джонсън за правото на чернокожите да гласуват.
Прокламацията на еманципация, която президента Линкълн въвежда и която влиза в сила от началото на 1863 г., обявява свободата на всички роби на територията на Конфедерацията (робите в Северните щати получават свободата си с въвеждането на Тринадесетата поправка на 6 декември 1865 г.). Дъглас описва настроението сред очакващите Прокламацията така:
| „ | Ние наблядавахме...под бледата светлина на звездите изгрева на новия ден...копнеехме за отговора на мъчителните ни вековни молитви. | “ |

След като Севера вече не е длъжен да връща робите на техните собственици от Юга, Дъглас започва да планира заедно с Линкълн преместването на свободните вече чернокожи вън от Южните щати.

## Живот след войната и смърт
В годините след войната Дъглас продължава да изнася речи и беседи в препълнени зали из страната. Служи като дипломат в Доминиканската република и в Хаити. През 1868 г. подкрепя президентската кампания на Юлисис Грант. Когато Грант заема поста, започва енергична борба срещу новопоявилите се Ку-клукс-клан, което му спечелва непопулярност сред някои бели американци, но похвали от страна на Дъглас.
На 20 февруари 1895 г. Дъглас присъства на събрание на Националния съвет на жените. По време на събранието е извикан на трибуната и е посрещнат с бурни овации. Когато се връща в дома си в столицата, умира от сърдечен удар на 77 години. Погребан е в Рочестър, Ню Йорк.